# Linda Fruhvirtová
Linda Fruhvirtová (Praag, 1 mei 2005) is een tennisspeelster uit Tsjechië. Fruhvirtová speelt rechtshandig en heeft een tweehandige backhand. Zij is actief in het internationale tennis sinds 2019.
Haar jongere zuster Brenda is eveneens een tennisspeelster in opkomst.

## Loopbaan

### Enkelspel
Fruhvirtová debuteerde in 2019 op het ITF-toernooi van Boedapest (Hongarije). Zij stond in 2020 voor het eerst in een finale, op het ITF-toernooi van Monastir (Tunesië) – zij verloor van Wit-Russin Joelija Hatowka. In 2021 veroverde Fruhvirtová haar eerste titel, op het ITF-toernooi van Monastir (Tunesië), door Française Manon Arcangioli te verslaan. Tot op heden(oktober 2023) won zij drie ITF-titels, de meest recente in 2022 in Cancún (Mexico).
In 2020 speelde Fruhvirtová voor het eerst op een WTA-hoofdtoernooi, op het toernooi van Praag. Haar vroegste goede resultaat op de WTA-toernooien is het bereiken van de vierde ronde op het WTA 1000-toernooi van Miami 2022, waar zij onder meer Elise Mertens (WTA-23) en Viktoryja Azarenka (WTA-15) op de knieën dwong – hiermee werd zij de jongste speelster die de vierde ronde in Miami bereikte sinds Maria Sjarapova in 2004.
In augustus 2022 had zij haar grandslamdebuut op het US Open doordat zij met succes het kwalificatietoernooi doorliep – in de hoofdtabel won zij nog haar openingspartij van de Chinese Wang Xinyu. Daarmee kwam zij binnen in de top 150 van de wereldranglijst. In september stond zij voor het eerst in een WTA-finale, op het toernooi van Chennai – hier veroverde zij haar eerste titel, door de Poolse Magda Linette te verslaan. Meteen stootte zij door naar de mondiale top 100.
Op het Australian Open 2023 bereikte Fruhvirtová de vierde ronde, haar beste grandslamresultaat tot dusver.
Haar hoogste notering op de WTA-ranglijst is de 49e plaats, die zij bereikte in juni 2023.

### Dubbelspel
Fruhvirtová was in het dubbelspel minder actief dan in het enkelspel. Zij debuteerde in 2020 op het ITF-toernooi van Altenkirchen (Duitsland), samen met de Poolse Maja Chwalińska – zij bereikten er de halve finale. Later dat jaar stond zij voor het eerst in een finale, op het ITF-toernooi van Selva Gardena (Italië), terug met Chwalińska – zij verloren van het Italiaanse duo Matilde Paoletti en Lisa Pigato. In 2021 veroverde Fruhvirtová haar eerste titel, op het ITF-toernooi van Monastir (Tunesië), samen met Russin Maria Timofejeva, door het duo Nina Radovanović en Sopiko Tsitskishvili te verslaan. Tot op heden(oktober 2023) won zij twee ITF-titels, de andere een week later in Monastir, nu geflankeerd door de Poolse Weronika Falkowska.
In 2020 speelde Fruhvirtová voor het eerst op een WTA-hoofdtoernooi, op het toernooi van Praag, samen met landgenote Darja Viďmanová. Haar beste resultaat op de WTA-toernooien is het bereiken van de tweede ronde op het toernooi van Parijs Clarins 2022, aan de zijde van landgenote Renata Voráčová.

### Tennis in teamverband
In 2022 maakte Fruhvirtová deel uit van de Tsjechische afvaardiging voor de Billie Jean King Cup – zij speelde in de kwalificatieronde van de Wereldgroep tegen het Verenigd Koninkrijk.

## Posities op deWTA-ranglijst
Positie per einde seizoen:
| jaar | rang enkelspel | rang dubbelspel |
| ---- | -------------- | --------------- |
| 2020 | 793            | 997             |
| 2021 | 296            | 693             |
| 2022 | 78             | 341             |

## Palmares
| Legenda                 |
| ----------------------- |
| Grandslamtoernooi       |
| Olympische Spelen       |
| Year-End Championships  |
| Premier Mandatory       |
| Premier Five / WTA 1000 |
| Premier / WTA 500       |
| International / WTA 250 |
| Challenger / WTA 125    |

### WTA-finaleplaatsen enkelspel
| nr.              | finale     | toernooi            | ondergrond | tegenstandster     | score         |         |
| ---------------- | ---------- | ------------------- | ---------- | ------------------ | ------------- | ------- |
| gewonnen finales |            |                     |            |                    |               |         |
| 1.               | 2022-09-18 | WTA Chennai         | hardcourt  | Magda Linette      | 4-6, 6-3, 6-4 | details |
| verloren finales |            |                     |            |                    |               |         |
| 1.               | 2025-03-30 | WTA Puerto Vallarta | hardcourt  | Jaqueline Cristian | 5-7, 4-6      | details |
| 2.               | 2025-06-08 | WTA Birmingham      | gras       | Greet Minnen       | 2-6, 1-6      | details |

### Gewonnen ITF-toernooien enkelspel
| nr. | finale     | toernooi | dotatie  | ondergrond | tegenstandster in finale | score    |
| --- | ---------- | -------- | -------- | ---------- | ------------------------ | -------- |
| 1.  | 2021-02-07 | Monastir | $ 15.000 | hardcourt  | Manon Arcangioli         | 7-6, 7-5 |
| 2.  | 2021-02-14 | Monastir | $ 15.000 | hardcourt  | Inès Ibbou               | 6-2, 6-2 |
| 3.  | 2022-02-20 | Cancún   | $ 25.000 | hardcourt  | Rebecca Marino           | 6-3, 6-4 |

## Resultaten grandslamtoernooien
| Legenda | Legenda                          |
| ------- | -------------------------------- |
| g.t.    | geen toernooi gehouden           |
| l.c.    | lagere categorie                 |
| –       | niet deelgenomen                 |
| G       | uitgeschakeld in de groepsfase   |
| 1R      | uitgeschakeld in de eerste ronde |
| 2R      | uitgeschakeld in de tweede ronde |
| 3R      | uitgeschakeld in de derde ronde  |
| 4R      | uitgeschakeld in de vierde ronde |
| KF      | uitgeschakeld in de kwartfinale  |
| HF      | uitgeschakeld in de halve finale |
| F       | de finale verloren               |
| W       | het toernooi gewonnen            |
| w-v     | winst/verlies-balans             |

### Enkelspel
| toernooi        | 2022 | 2023 |
| --------------- | ---- | ---- |
| Australian Open | –    | 4R   |
| Roland Garros   | –    | 1R   |
| Wimbledon       | –    | 1R   |
| US Open         | 2R   | 1R   |

### Vrouwendubbelspel
| toernooi        | 2023 |
| --------------- | ---- |
| Australian Open | 2R   |
| Roland Garros   | –    |
| Wimbledon       | 1R   |
| US Open         | 1R   |